# Cá lóc bông
Cá lóc bông hay cá bông, cá tràu bông, danh pháp hai phần: Channa micropeltes) là một loài cá nước ngọt thuộc họ Cá quả, nó có thể đạt chiều dài 1,3 m (4,3 ft) và khối lượng 20 kg (44 lb). Nó sinh sống ở vùng Đông Nam Á (những quần thể tại nam Ấn Độ nay được xem là một loài riêng, C. diplogramma), nhưng cũng đã được du nhập tới những nơi khác, gồm cả Hoa Kỳ, nơi nó là một loài xâm lấn. Một số tên địa phương của loài cá này là xaal (শাল মাছ) tại Assam, và ikan toman (ikan nghĩa là "cá" trong cả tiếng Indonesia và Malay). Người Thái gọi chúng là pla chado (tiếng Thái: ปลาชะโด). Đây là loài hung dữ nhất trong họ.

## Phân bố
Cá lóc bông sống ở vùng Đông Nam Á, gồm lưu vực sông Mekong và sông Chao Phraya ở Campuchia, Lào, Thái Lan và Việt Nam, cũng như Bán đảo Mã Lai, hai đảo Borneo và Sumatra. Tại Việt Nam, cá lóc bông sinh sống chủ yếu ở các vực nước thuộc hệ thống sông Cửu Long cũng như sông Đồng Nai và sông Sài Gòn ở Nam Bộ và một số sông ở Tây Nguyên.
Do kết quả của sự du nhập bởi con người, cá lóc bông hiện đã được báo cáo xuất hiện ở bảy bang Hoa Kỳ, ví dụ như Wisconsin, Maryland, và Virginia.
Loài này từng được cho là có phạm vi phân bố rời rạc kỳ quặc, sống ở cả Đông Nam Á và Tây Nam Ấn Độ, cách nhau 2.500 km (1.600 mi). Quần thể Ấn Độ được cho là do sự du nhập của con người, từ trước thế kỷ 19. Năm 2011, các nhà khoa học công bố rằng các quần thể hai khu vực trên là hai loài riêng biệt, với loài tại Ấn Độ có tên C. diplogramma.

## Hình ảnh

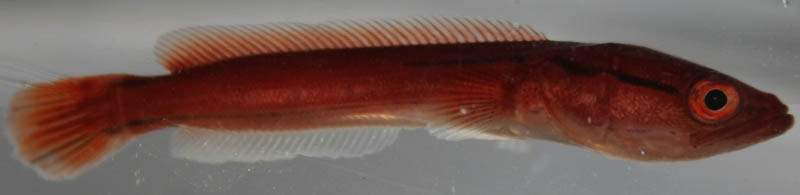
Cá con (rồng rồng) lúc nhỏ, dài 2 cm.
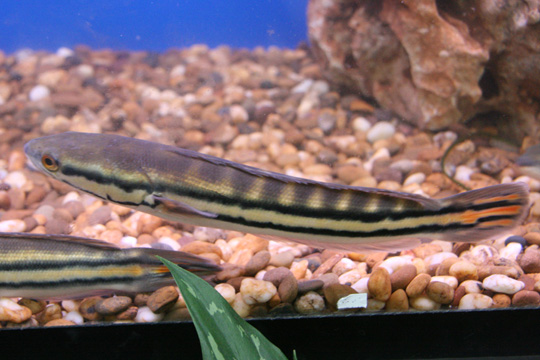
Cá sắp trưởng thành, dài khoảng 20 cm.
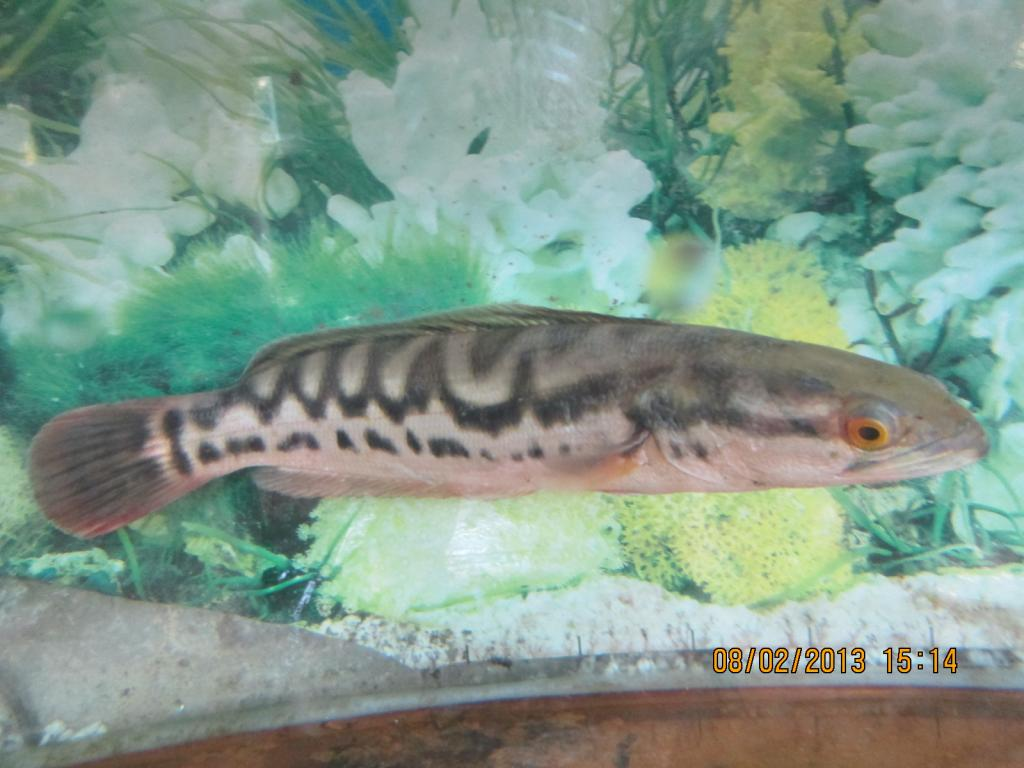
Khi cá dài khoảng 40 cm.
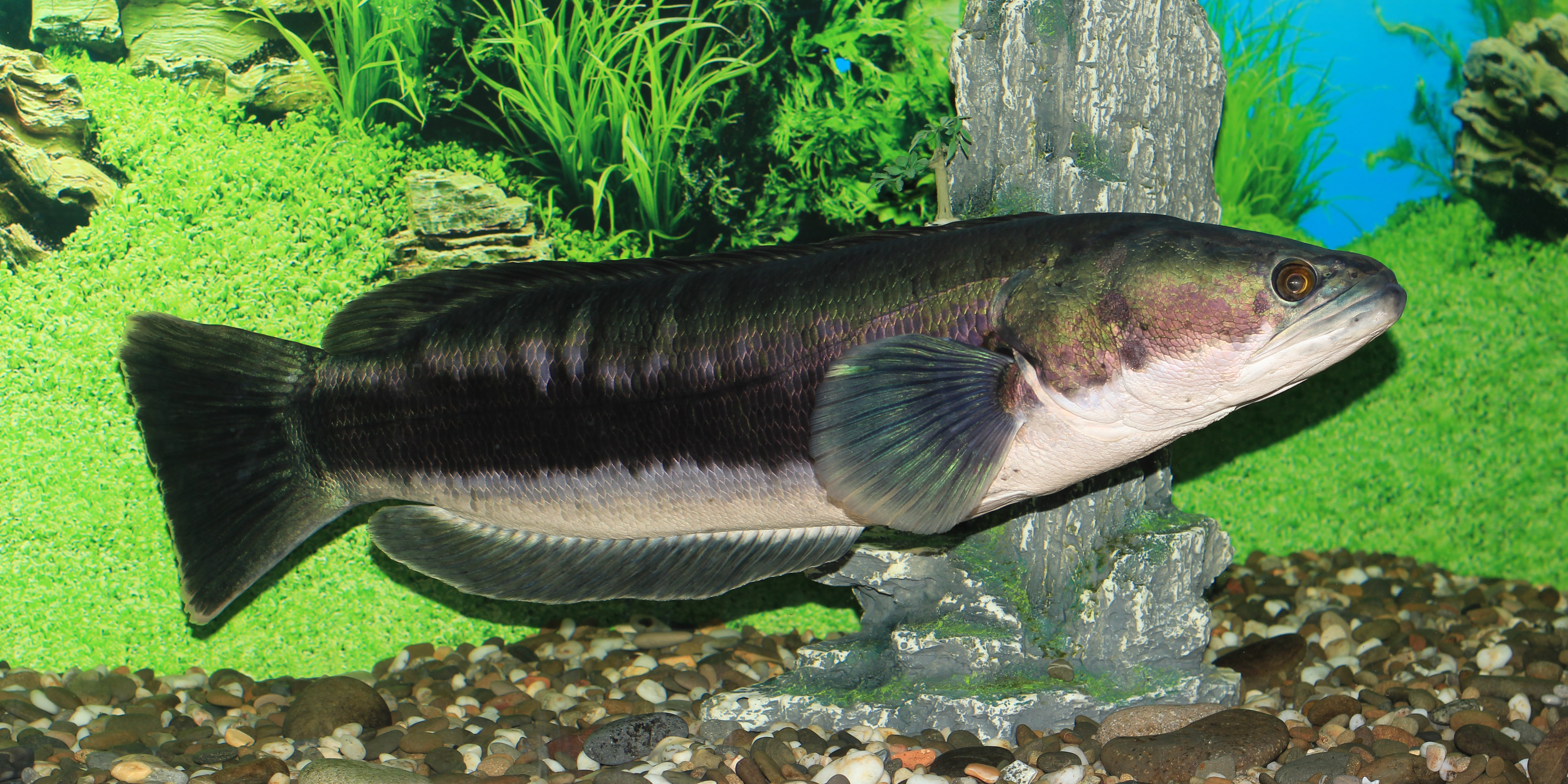
Cá trưởng thành, dài hơn 60 cm.